# Екстремна предострожност
Екстремна предострожност (енгл. Extreme Prejudice), алтернативно Тексашки граничар је амерички акциони трилер филм из 1987. у режији Волтера Хила. Сценарио су написали Дерик Вошберн и Хери Клајнер. У филму играју Ник Нолти и Пауерс Бут, са споредном глумачком поставом коју укључује Мајкл Ајронсајд, Марија Кончита Алонсо, Рип Торн, Вилијам Форсајт и Кленси Браун.
Наслов потиче од фразе „пресудите са екстремном предострожношћу (предрасудом)“, коју је популаризовао филм Апокалипса данас, који је такође написао Џон Милијус.

## Радња
На почетку филма телетајп порука трепери преко екрана и представља једног по једног војника америчке војске.
На аеродрому у Ел Пасу у Тексасу, пет наредника америчке војске састају се са мајором Полом Хекетом, официром задуженим за „зомби јединицу“ састављену у потпуности од званично мртвих војника и створених да испуне тајну мисију.
Џек Бентин је припадник одељења тексашких ренџера, који је једне вечери у бару у самоодбрани убио човека који се опирао хапшењу након што је оптужен да је курир дроге. Код куће Џек има брзу размену са својом партнерком, мексичком певачицом Саритом. Дијалог се завршава оптужбом од Бентина до Кеша Бејлија.
Кеш Бејли, некада Џеков најбољи пријатељ, бивши је полицијски доушник који је постао нарко бос у Мексику. Након што су два цивила, вероватно дилери дроге, убијена у бомбашком нападу, Џек тражи да се састане са Бејлијем на његовој страни границе. Чини се да дијалог између њих двојице иде добро све док Бејли не покуша да подмити Бентина, а затим га замоли да игнорише путовања његових курира са једне стране границе на другу и понови своју прошлу везу са Саритом. Ренџер одбија, чак га и застрашује да напусти посао дилера дроге и да оде заувек.
Следећег јутра Сарита га пита о исходу састанка и када Џек демантује било какве појединости о могућим инсинуацијама које је Кеш изнео о њој, њих двоје се на крају свађају. Касније, Бентин добија дојаву да су нова лица, вероватно Кешови људи, на бензинској пумпи ван града и одлази тамо са шерифом Ханком Пирсоном, својим пријатељем и ментором. Овде такође откривају брата човека којег је претходно убио Бентин. Пре него што су успели да му приђу, избија пуцњава у којој је Пирсон убијен. Двојица мушкараца успевају да побегну након неуспеле замке, али их убијају Хекет и Мекроуз, који су посматрали из даљине како би проучили понашање ренџера, како не би оставили сведоке који би могли да спале поклопац јединице зомбија. Те вечери, након још једне свађе, у којој је Џек изразио сумњу у стабилност њихове везе, Сариту посећује Кеш који је убеђује да се врати са њим.
Следећег дана, командос опљачка банку у коју Бејли полаже приходе од свог пословања и рачуноводствене књиге, управо да би их преузео без изазивања сумње. Међутим, пре него што је успео да побегне, један од војника је убијен, а двојица су ухапшена. Након истраживања у фабрици и дијалога између Бентина и Хекета, испоставило се да је зомби јединица, састављена од војника који су лажирали сопствену смрт претходних година, задужена за уништавање Бејлијеве организације. У овом тренутку војници и ренџер удружују снаге и прелазе границу. Док Бентин и Бејли расправљају о својим животним изборима пред Саритом, међу војницима се шири незадовољство, који окривљују мајора за смрт свог друга након пљачке. У међувремену Кеш покушава последњи пут да врати Сариту, али она се, не препознајући га више као човека какав је некада био, враћа Џеку.
У међувремену, Хекет је пришао једном од Бејлијевих рачуновођа и убио га када је одбио да му да најновије податке. Међутим, један од војника је видео сцену и натерао мајора да призна, откривши га као Кешовог партнера, или бар тако каже официр. Како се судбина љубавног троугла ускоро испуњава, избија огромна пуцњава у којој је велики део Бејлијеве личне војске и сви војници убијени. Џек и Кеш настављају насилно прекинут дуел. Бентин је приморан да убије Бејлија и, након размене са Лупом, Кешовим замеником команде, пуштен је са Саритом; Лупо преузима команду над преживелима и спрема се да постане нови нарко-бос.

## Улоге
| Глумац                | Улога                        |
| --------------------- | ---------------------------- |
| Ник Нолти             | Џек Бентин                   |
| Пауерс Бут            | Кеш Бејли                    |
| Мајкл Ајронсајд       | мајор Пол Хекет              |
| Марија Кончита Алонсо | Сарита Сиснерос              |
| Рип Торн              | шериф Хенк Пирсон            |
| Кленси Браун          | наредник Лари Мекроуз        |
| Вилијам Форсајт       | наредник Бак Етвотер         |
| Мет Малхерн           | наредник Деклан Патрик Кокер |
| Ден Тулис млађи       | наредник Лутер Фрај          |
| Лари Б. Скот          | наредник Чарлс Бидл          |
| Луис Контрерас        | Лупо                         |
| Џон Денис Џонстон     | Мерв                         |
| Томи „Тајни” Листер   | Мандеј                       |
| Гари Карлос Сервантес | Хектор                       |
| Џејмс Лашли           | заменик шерифа Первис        |
| Марко Родригез        | заменик шерифа Кортез        |
| Тони Френк            | Кларенс Кинг                 |
| Мики Џоунс            | Чаб Лук                      |
| Кент Липам            | Ти Си Лук                    |
| Рик Гарсија           | Артуро                       |
| Лари Дјуран           | Хесус                        |
| Томас Розалес Млађи   | Скарза (непотписан)          |